# Hrabstwo Iosco
Hrabstwo Iosco (ang. Iosco County) – hrabstwo w stanie Michigan w Stanach Zjednoczonych. Obszar całkowity hrabstwa obejmuje powierzchnię 1 890,77 mil2 (4 897,09 km²). Według danych z 2010 r. hrabstwo miało 25 887 mieszkańców. Hrabstwo powstało w 1857 roku.

## Sąsiednie hrabstwa
- Hrabstwo Alcona (północ)
- Hrabstwo Arenac (południowy zachód)
- Hrabstwo Ogemaw (zachód)
- Hrabstwo Oscoda (północny zachód)

## CDP
- Au Sable
- Oscoda
- Sand Lake

## Miasta
- East Tawas
- Tawas City
- Whittemore